# Amselina olympi
Amselina olympi is een vlinder uit de familie dominomotten (Autostichidae). De wetenschappelijke naam van de soort is voor het eerst geldig gepubliceerd in 1957 door Gozmany.